# Яган, Иван Павлович

Курганская областная писательская организация: верхний ряд: М.С. Керченко, В.М. Спичкин (Огнев), В.Ф. Потанин, М.И. Шушарин, А.М. Пляхин; нижний ряд: И.П. Яган, Р.И. Бутакова, Л.Х. Андреева, Я.Т. Вохменцев, 1975 год.

Иван Павлович Яга́н (30 сентября 1934, Павлоградский район, Западно-Сибирский край — 24 марта 2022, Курган) — русский советский писатель (прозаик и поэт), публицист. Член Союза писателей СССР (с 1966 года). Секретарь Правления Союза писателей России с 2010 года. Ответственный секретарь Курганской областной писательской организации (с 1974 по 1998 и с 2002 по 2008). Почётный гражданин Кургана (2011). Заслуженный работник культуры РСФСР (1984).

## Биография
Иван Павлович Яган родился 30 сентября 1934 года в крестьянской семье в деревне Байдановка (Байданово) Ново-Екатериновского сельсовета Павлоградского района Западно-Сибирского края, ныне деревня не существует, её территория входит в Неверовское сельское поселение Таврического района Омской области. Украинец.
Трудовую деятельность начал в годы Великой Отечественной войны, с восьми лет работал в колхозе — пас свиней.
Начальную школу окончил в селе Неверовка, в 1947 или 1948 году семья переехала в город Омск, где он окончил школу-семилетку.
С ноября 1952 года по март 1953 года — рабочий (каталь на пилораме) деревообрабатывающего комбината № 168 Западно-Сибирского военного округа, город Омск, одновременно учился в вечерней школе.
С марта по июль 1953 года — рабочий (кочегар) солидоловарочного завода Куломзинской нефтебазы, город Омск.
С августа по октябрь 1953 года — сезонный рабочий консервного завода, город Бендеры, Молдавская ССР.
С ноября 1953 года по октябрь 1954 года — матрос теплохода «Баку», Бендерский эксплуатационный участок, Молдавская ССР.
С октября 1954 года по август 1958 года — на действительной военной службе, рулевой крейсера «Керчь», Черноморский флот ВМФ СССР, демобилизован в звании старший матрос (впоследствии капитан-лейтенант).
С сентября 1958 года по август 1966 года — литсотрудник газеты «Заводские известия» завода имени Октябрьской революции, город Омск.
С 1961 по 1966 год обучался на заочном отделении факультета журналистики Уральского государственного университета имени А. М. Горького.
Член КПСС.
Член Союза писателей СССР с 1966 года, после распада СССР — Союза писателей России.
С августа 1966 года по январь 1971 года — редактор газеты «Шинник» Омского шинного завода.
С января 1971 года по май 1974 год работал в Омской писательской организации Союза писателей РСФСР в должности литературного консультанта.
С июня по октябрь 1974 года — корреспондент газеты «Советское Зауралье», город Курган. По горячим следам написал очерк о гибели 9 июля 1974 года сотрудника линейного отдела милиции на станции Курган Валерия Егоровича Собанина «Не забудем твой подвиг, Валерий!». Курганский горисполком в ответ на газетную публикацию принял решение — присвоить привокзальной площади имя Валерия Собанина.
С октября 1974 года по январь 1998 и с июня 2002 года по май 2008 года — ответственный секретарь Курганской областной писательской организации.
Входил в состав редакционной коллегии журнала «Каменный пояс», издаваемого в Челябинске, работал членом редакционно-издательского совета при Южно-Уральском книжном издательстве, членом правления Курганского областного общества «Знание», Курганского областного общества книголюбов, художественного совета при Курганском областном драматическом театре.
Основатель и с 1993 года по 1998 год главный редактор литературно-публицистического альманаха «Тобол» (с 1999 года главный редактор А. И. Букреев).
С 2010 года — секретарь Правления Союза писателей России.
С 1 июня 2017 года — учредитель ООО «ВОКРУГ СВЕТА» (г. Курган).
Иван Павлович Яган умер 24 марта 2022 года в больнице в городе Кургане Курганской области. Прощание было 28 марта в Курганской областной клинической больнице, ул. Томина 63. Похоронен на кладбище села Кетово Кетовского муниципального округа Курганской области.

## Творчество
В 1949 году из под пера Ягана вышло первое литературное произведение, опубликованное в газете «Молодой сибиряк». В 1959 году вышел первый поэтический сборник «Матросская лирика». В дальнейшем вышли повести «Средь высоких хлебов» (1968), «До завтра, Глаша!» (1975), «Рассветы над Байдановкой» (1976), «Если бы не фортуна» (1977), «Перекаты» (1980), «За Сибирью солнце всходит…» (1987), «Данилкино утро» (1989), двухтомный сборник «Избранное» (2012). Произведения писателя издавались в таких издательствах как: «Современник», «Южно-Уральское книжное издательство», «Молодь», «Западно-Сибирское книжное издательство», «Средне-Уральское книжное издательство» и печатались в различных газетах и журналах, таких как «Правда», «Советская Россия», «Наш современник», «Литературная Россия», «Сибирские огни» «Урал» и «Аврора», «Журналист».
В 1984 году Указом Президиума Верховного Совета РСФСР И. П. Ягану было присвоено почётное звание заслуженный работник культуры РСФСР.

## Награды, звания, премии
- Медаль ордена «За заслуги перед Отечеством» II степени, 23 ноября 2009 года, «За заслуги в развитии отечественной культуры и искусства, многолетнюю плодотворную деятельность»[15]
- Юбилейная медаль «50 лет Победы в Великой Отечественной войне 1941—1945 гг.»
- Юбилейная медаль «60 лет Победы в Великой Отечественной войне 1941—1945 гг.»
- Юбилейная медаль «65 лет Победы в Великой Отечественной войне 1941—1945 гг.»
- Юбилейная медаль «70 лет Победы в Великой Отечественной войне 1941—1945 гг.»
- Юбилейная медаль «75 лет Победы в Великой Отечественной войне 1941—1945 гг.»
- Юбилейная медаль «За доблестный труд. В ознаменование 100-летия со дня рождения Владимира Ильича Ленина», 1970 год
- Медаль «За доблестный труд в Великой Отечественной войне 1941—1945 гг.»
- Памятная медаль «К 100-летию М. А. Шолохова». За гуманизм и служение России, Российская муниципальная академия, 2005 год.
- Заслуженный работник культуры РСФСР, 4 декабря 1984 года[13]
- Почётный гражданин Кургана, 24 августа 2011 года[16][17]
- Премия Союза журналистов СССР, 1968 год — «за серию очерков о людях рабочих профессий»[13]
- Премия Губернатора Курганской области
- Лауреат Курганской городской премии «Признание», за 2003 год
- Премия журнала «Аврора», за очерк «Сын завода» о молодом рабочем Викторе Александровиче Русине.
- Почётная грамота Курганского обкома КПСС, 25 сентября 1984 года
- Почётная грамота Правления Союза писателей России, 12 мая 2008 года

## Семья
- Отец Павел Андреевич, колхозный шофёр, участник Великой Отечественной войны, брал Берлин, ефрейтор
- Мать Оксана Савельевна (1911—1947[18]), в семье 8 детей, в том числе:
  - Брат Петр Павлович, участник Великой Отечественной войны, брал Берлин, младший лейтенант
  - Брат Алексей Павлович
  - Сестра Мария Павловна
- Жена Лидия Ивановна (25 декабря 1932 — 15 апреля 2006), школьный учитель. В семье две дочери:
  - Марина[19], руководитель туристического агентства «Вокруг света». У ней сын Иван Николаевич Яган.
  - Оксана, работала на телевидении, вторым браком вышла замуж и уехала с мужем в Англию. От двух браков у неё две дочери[20].

## Увлечения
Увлечения: гитара, грибная охота.